# Сидония Рубидо
Графиня Сидония Рубидо Ердьоди (1819-1884) е първата хърватска оперна примадона и важна представителка на Илирийското движение.

## Произход
Родът Рубидо произхожда от Мадрид в Кастилия, като най-старите му представители са от 12 век. Хърватският клон идва в Хърватия през първата половина на XIX век.

## Живот
Сидония Рубидо Ердьоди е родена на 2 февруари 1819 в имението Развор, Загреб в енорията на Свети Марк. Сидония започва начално училище в село Горня Риека, което днес носи нейното име. Сидония отговаря напълно на идеалите на Илирийското движение с младостта, наследството, и забележителното си музикално образование. Иван Пеклич пише книга за живота ѝ – Sidonija Rubido Erdody: Prva Hrvatska Primadona.

## Легенда
През 1858 г. тя е била първата, изпяла химна на Хърватия от замъка си в Gornja Риека, Загорье, въпреки че няма исторически свидетелства, потвърждаващи легендата.